# Amauris dannfelti
Amauris dannfelti är en fjärilsart som beskrevs av Aurivillius 1891. Amauris dannfelti ingår i släktet Amauris och familjen praktfjärilar. Inga underarter finns listade i Catalogue of Life.